# Misleydis González
Misleydis González Tamayo (née le 19 juin 1978 à Bayamo) est une athlète cubaine spécialiste du lancer du poids, vice-championne olympique à Pékin en 2008.

## Carrière
En 2008, Gonzalez échoue au pied du podium des Championnats du monde en salle de Valence et des Jeux olympiques de Pékin. Cependant, elle récupère la médaille de bronze de ces Jeux en 2016 puis celle d'argent en janvier 2017 à la suite de la disqualification pour dopage des Biélorusses Natallia Mikhnevich et Nadzeya Ostapchuk. En 2018, elle récupère la médaille de bronze des Mondiaux en salle.

## Palmarès
| Date | Compétition                                 | Lieu                 | Résultat | Marque  |
| ---- | ------------------------------------------- | -------------------- | -------- | ------- |
| 2001 | Championnats d'Am. centrale et des Caraïbes | Guatemala            | 1re      | 17,20 m |
| 2003 | Championnats d'Am. centrale et des Caraïbes | Grenade              | 1re      | 18,09 m |
| 2003 | Jeux panaméricains                          | Saint-Domingue       | 4e       | 17,99 m |
| 2004 | Championnats du monde en salle              | Budapest             | 6e       | 18,41 m |
| 2004 | Championnats ibéro-américains               | Huelva               | 2e       | 18,65 m |
| 2004 | Jeux olympiques                             | Athènes              | 7e       | 18,59 m |
| 2005 | Championnats du monde                       | Helsinki             | 10e      | 18,01 m |
| 2005 | Universiade                                 | Izmir                | 3e       | 18,26 m |
| 2006 | Jeux d'Am. centrale et des Caraïbes         | Carthagène des Indes | 2e       | 18,80 m |
| 2007 | Championnats du monde                       | Osaka                | 10e      | 18,14 m |
| 2007 | Jeux panaméricains                          | Rio de Janeiro       | 1re      | 18,83 m |
| 2008 | Championnats du monde en salle              | Valence              | 3e       | 18,75 m |
| 2008 | Jeux olympiques                             | Pékin                | 2e       | 19,50 m |
| 2008 | Finale mondiale                             | Stuttgart            | 3e       | 18,55 m |
| 2009 | Championnats d'Am. centrale et des Caraïbes | La Havane            | 1re      | 19,13 m |
| 2009 | Championnats du monde                       | Berlin               | 8e       | 18,74 m |
| 2010 | Championnats du monde en salle              | Doha                 | 5e       | 18,77 m |
| 2010 | Championnats ibéro-américains               | San Fernando         | 1re      | 18,52 m |
| 2010 | Coupe continentale                          | Split                | 3e       | 18,62 m |
| 2011 | Jeux panaméricains                          | Guadalajara          | 1re      | 18,57 m |

## Records
| Épreuve                    | Performance | Lieu    | Date            |
| -------------------------- | ----------- | ------- | --------------- |
| Lancer du poids            | 19,50 m     | Pékin   | 16 août 2008    |
| Lancer du poids (en salle) | 18,86 m     | Valence | 28 février 2010 |